# كأس الجزائر 1978–79
كأس الجزائر 1978–79 هو موسم من كأس الجزائر. أشرف على تنظيمه الإتحاد الجزائري لكرة القدم، وكان عدد الأندية المشاركة فيه 64، وفاز فيه نصر حسين داي.